# James Derham
Ne doit pas être confondu avec James Denham-Steuart.
James Derham, ou Durham, (né le 2 mai 1762 à Philadelphie et mort vers 1802), est le premier Afro-américain à pratiquer officiellement la médecine aux États-Unis, bien qu'il n'ait jamais reçu de diplôme de médecine.
Né esclave, il étudie la médecine et se spécialise sur les affections de la gorge.
W. E. B. Du Bois le mentionne dans son essai The Talented Tenth (en). Il aurait aussi eu une correspondance avec Benjamin Rush.